# 草包蜗牛
草包蜗牛（学名：Elma swinhoei）是柄眼目扭蜗牛科草包蝸牛屬的一种陸生蝸牛。

## 分佈
本物種主要分布于台湾，模式產地位於淡水:317。常栖息在森林底落叶层中。